# José Dupuis
José Dupuis-Lambert, más conocido como José Dupuis (Lieja, 18 de marzo de 1833 - Nogent-sur-Marne, 9 de mayo de 1900) fue un tenor y actor belga de opéra bouffe, trabajando especialmente en el Théâtre des Variétés de París.

## Biografía
Después de hacer su debut en el teatro de Lieja en 1851, se trasladó a París donde tres años después, hizo su primera actuación en el Théâtre du Luxembourg-Bobino.
En 1857, el compositor y director francés Florimond Hervé le contrató para que actuase en su café-concert, llamado Folies-Nouvelles. En 1859, Hervé cedió su local a la comediante Virginie Déjazet, rebautizándolo con su nombre y donde Dupuis siguió actuando en más de 50 obras. No fue hasta el 18 de mayo de 1861 cuando se estrenó en el prestigioso Théâtre des Variétés con la obra Le Sylphe de MM Rochefort y donde permanecería actuando el resto de su carrera artística.
Dupuis tuvo un notable éxito desempeñando papeles principales algunas de las primeras representaciones de las obras de Jacques Offenbach, tales como Barbe-Bleue que le dieron una gran reputación como cante lírico y cómico. 
Después de la última reposición de la ópera Les brigands en 1893, se retiró de los escenarios. Casado dos veces, primero con Mlle. Dantès y posteriormente con Marie Dubois, el 9 de mayo de 1900 falleció en París.

## Representaciones destacadas
- 1864, La Belle Hélène, como Pâris.
- 1865, L'homme qui manque le coche (en el Théâtre des Variétés).
- 1866, Barbe-Bleue, como Barbe-Bleue.
- 1867, La Grande-Duchesse de Gérolstein, como Fritz.
- 1868, La Périchole, como Piquillo.
- 1869, Les brigands, como Falsacappa.
- 1975, Les Trente Millions de Gladiator (en el Théâtre des Variétés).
- 1875, La Boulangère a des écus, como Bernadille.
- 1876, Le roi dort (en el Théâtre des Variétés).
- 1877, Le docteur Ox, como Docteur Ox.